# Dolibarr
Dolibarr ERP/CRM è un programma multiutente Open source per le piccole e medie imprese (PMI), fondazioni e liberi professionisti. Include una serie di funzionalita tipiche degli Enterprise Resource Planning (ERP) e dei Customer Relationship Management (CRM).
Questo software è disponibile sotto la licenza GNU General Public License 2.0, anche come applicazione web.
Dolibarr è un progetto creato con un obiettivo: essere un ERP/CRM che rispetti le regole S3F:
- Il Software deve essere Facile da sviluppare
- Il Software deve essere Facile da installare
- Il Software deve essere Facile da usare

## Funzionalità

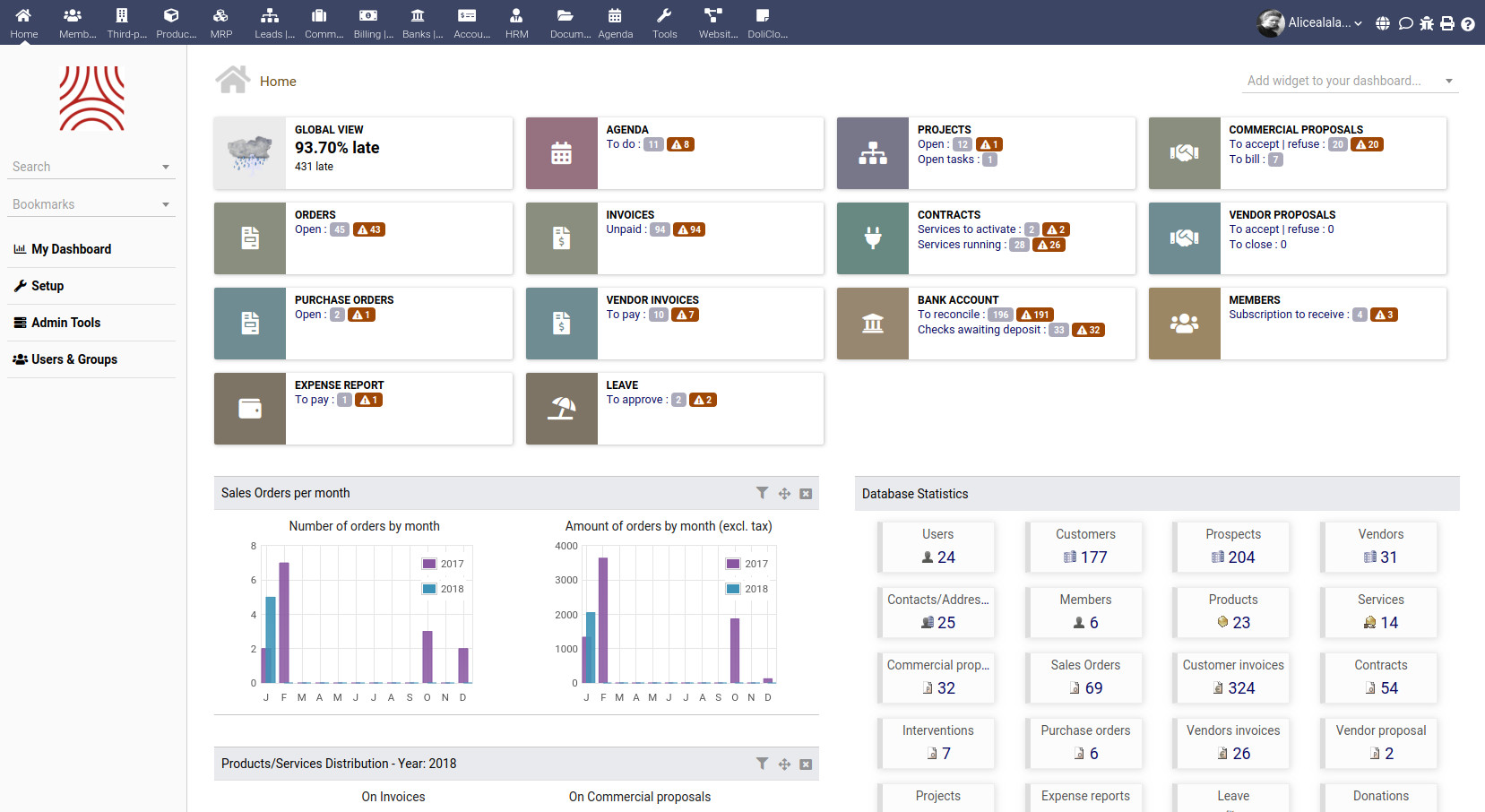

Il software utilizza un'architettura modulare ed esistono vari tipi di moduli che si possono attivare o disattivare in base alle necessita di impiego.

### Moduli principali
- Catalogo di prodotti e servizi
- Movimenti di magazzino
- Gestione dei progetti
- Lista Clienti, Fornitori o Prospetti
- Lista contatti
- Gestione proposte commerciali
- Gestione ordini clienti e fornitori
- Gestione proposte commerciali con esportazioni in PDF
- Gestione contratti con esportazioni in PDF
- Gestione interventi con esportazioni in PDF
- Gestione fatture con esportazioni in PDF
- Gestione template pdf dei vari documenti
- Gestione pagamenti
- Gestione Banche/Casse e conti correnti
- Gestione spedizioni e relativi documenti di trasporto (d.d.t.)
- Gestione multiaziendale (tramite un modulo esterno a pagamento[1])
- Supporto NPR VAT
- Gestione membri di fondazioni
- Gestione donazioni
- Gestione favoriti
- Gestione questionari
- Gestione HRM (richiesta ferie)
- Gestione newsletter e comunicazioni tramite e-mail
- Possibilità di pubblicare eventi Dolibarr in Webcalendar
- Report e statistiche con grafici
- Importazione dati
- Esportazione di dati in vari formati (xls, csv, pdf)
- Connettività LDAP

### Funzioni mancanti o non implementate
Attualmente non sono disponibili le seguenti funzioni:
- Gestione contabilità (eccezion fatta per il modulo gestione banche).
- Gestione multivaluta.
- Supporto doppia aliquota IVA (Federale / provinciale) per il Canada.
- Client Webmail.

## Architettura
Dolibarr è stato sviluppato in PHP utilizzando il database MySQL.
A partire dalla versione 3.2.0 è supportato anche PostgreSQL
Del software sono disponibili anche delle versioni per Windows e MAC con installazione automatica con un unico file eseguibile (DoliWamp per utenti Windows, DoliBuntu per Ubuntu e 'DoliMamp per utenti MAC).

## Storia
Dolibarr è stato sviluppato da zero da Rodolphe Quiedeville ed è stato salvato in CVS, ospitato da GNU Savannah durante aprile 2002.
Jean-Louis Bergamo, un altro membro, ha creato il modulo di gestione delle fondazioni.
La versione 1.0 fu distribuita nel settembre del 2003.
Nel luglio del 2008 Rodolphe lasciò a Laurent Destailleur (autore anche di altri noti progetti open source come AWStats) la direzione del progetto.
Destailleur è presidente della Dolibarr Foundation, che ha contribuito a creare, per mantenere vivo il progetto e promuovere l'utilizzo del programma.